# William Kingdon Clifford

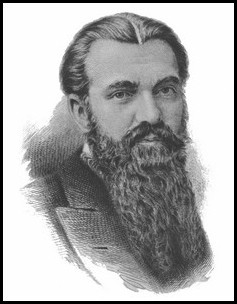
William Kingdon Clifford

William Kingdon Clifford (* 4. Mai 1845 in Exeter, Devon, England; † 3. März 1879 auf Madeira, Portugal) war ein britischer Philosoph und Mathematiker.

## Leben und Wirken
Clifford fiel schon als Schüler durch seine Begabung sowohl in Mathematik wie in Literatur und klassischen Sprachen (und im Turnen) auf. Ab 1860 studierte er am King’s College London und ab 1863 am Trinity College in Cambridge. Bei den Tripos-Prüfungen wurde er Second Wrangler (Zweiter) und 1869 Fellow des Trinity College. 1870 nahm er an einer Sonnenfinsternis-Expedition teil, wobei er bei Sizilien Schiffbruch erlitt. 1871 wurde er Professor für Mathematik und Mechanik am University College London. Drei Jahre später wurde er Fellow of the Royal Society. Aufgrund von Überarbeitung erlitt er 1876 einen ersten gesundheitlichen Zusammenbruch, worauf er Erholung in Algerien und Spanien suchte. Nach 18 Monaten kehrte er 1878 kurz nach England zurück, ging dann aber wieder auf Erholungsurlaub. Er starb mit nur 33 Jahren auf Madeira.
Clifford entwickelte die Theorie der Biquaternionen, eine Verallgemeinerung von Hamiltons Quaternionen. Noch allgemeiner sind die nach ihm benannten Clifford-Algebren. In diesen Algebren wurde auch eine Funktionentheorie entwickelt, die man Clifford-Analysis nennt.
Ebenfalls nach ihm benannt sind die Clifford-Klein-Räume. Er war durch die Arbeiten von Bernhard Riemann zur Differentialgeometrie beeinflusst und ist auch bekannt für einen kurzen Aufsatz On the space theory of matter von 1870, der Ideen der Allgemeinen Relativitätstheorie von Albert Einstein vorwegnahm, indem er die Bewegung der Materie als Folge der Raumkrümmung ansah, die sich wellenförmig ausbreiten würde (allerdings natürlich ohne den Raum-Zeit Begriff). In dem Aufsatz nimmt er direkt Bezug auf Bernhard Riemanns Habilitationsvortrag, den Clifford 1873 ins Englische übersetzte. 1876 zeigte er die topologische Äquivalenz einer Riemannschen Fläche zu einer geschlossenen Fläche mit Löchern. Nach ihm sind auch Clifford-Parallelen benannt (ein Analogon des Parallelenbegriffs als zwei Linien mit konstantem Abstand in nichteuklidischen Räumen, wobei die Clifford-Parallelen nicht in einer Ebene liegen).
Clifford war als hervorragender Lehrer und für seine wissenschaftsphilosophischen Essays bekannt. Er schrieb außerdem ein Buch über Feenmärchen für Kinder The little people. Auch seine Frau Lucy Clifford (1846–1929), geborene Lane, die er 1875 heiratete, war Schriftstellerin. Zusammen hatten sie in London einen literarischen Zirkel, der sich bei ihnen wöchentlich sonntags traf. Nach dem Tod von Clifford setzte seine Frau den Salon fort. Zum Freundeskreis des Zirkels zählten eine Mischung aus Naturwissenschaftlern und Literaten, unter anderem Thomas Huxley, John Tyndall, Robert Louis Stevenson, George Eliot, Frederick Pollock (1845–1937), Leslie Stephen (der Vater von Virginia Woolf), James Clerk Maxwell. Als Witwe war Lucy Clifford mit Henry James befreundet.
Aus seinen philosophischen Essays ist Clifford als Urheber der Ausdrücke Mind-Stuff und Tribal Self (das die Verantwortung des Individuums für die Gruppe, der er zugehört, ausdrückt) im englischen Sprachraum bekannt. Er vertrat eine monistische Philosophie der Einheit von Bewusstsein und Materie. Er ging vehement gegen obskurantistische Strömungen vor und schrieb zum Beispiel in seinem Essay The Ethics of Belief 1877: Es ist zu jeder Zeit, an jedem Ort und für jeden falsch etwas aufgrund unzureichender Beweise zu glauben (it is wrong always, everywhere, and for anyone, to believe anything upon insufficient evidence). Das wurde damals als direkter Angriff auf religiöse Denker, die für einen blinden Glauben eintraten, aufgefasst. Der mit Clifford bekannte Philosoph William James trat Clifford in seinen Will to Believe Vorlesungen entgegen.

## Schriften
- Elements of Dynamics, zwei Bände, Macmillan 1878 und 1887
- Seeing and thinking, London, Macmillan 1879, 1890
- Common sense of the exact sciences, New York, Appleton, 1885 (von Karl Pearson herausgegeben), 1888, Neuausgabe von James R. Newman 1946 mit Vorwort von Bertrand Russell
- Lectures and essays by the late William Kingdon Clifford (Herausgeber Leslie Stephen, Frederick Pollock), Macmillan  1879, 1886, 1901
- Ethics of belief and other essays, Prometheus 1999
- Conditions of mental development, and other essays, New York 1885
- Selected works, New York, Humboldt publishing, 1889
- Mathematical Papers, Macmillan 1882 (Herausgeber Robert Tucker, Vorwort Henry John Stephen Smith, 658 Seiten), Nachdruck Chelsea 1968
- Mathematical fragments, being facsimiles of his unfinished papers relating to the theory of graphs, London, Macmillan 1881
- Clifford: Postulates of the Science of Space

## Verweise
1. ↑  Clifford Preliminary Sketch of Biquaternions, Proc. London Math. Soc. 4, 381–395, 1873.
2. ↑  siehe F. Brackx, R. Delanghe und F.  Sommen, Clifford analysis. Research Notes in Mathematics, 76. Pitman, Boston, MA, 1982, oder K. Gürlebeck, K. Habetha und W. Sprößig,
Funktionentheorie in der Ebene und im Raum.  Grundstudium Mathematik, Birkhäuser Verlag, Basel, 2006.
3. ↑  Cambridge Philosophical Society Proceedings Band 2, 1876, S. 157–158, dort vorgetragen am 21. Februar 1870. Wieder abgedruckt zum Beispiel in Kasner, James R. Newman The world of mathematics, Band 1. Dort sind auch abgedruckt The exactness of the mathematical laws, The postulates of the science of space
4. ↑  On the Canonical Form and Dissection of a Riemann's Surface, Proceedings of the London Mathematical Society, Band 8, 1876, S. 292–304.
5. ↑  Clifford On the Nature of Things-in-Themselves, Mind, Band 3, 1878, Nr. 9, S. 57–67.

| Personendaten    | Personendaten                         |
| ---------------- | ------------------------------------- |
| NAME             | Clifford, William Kingdon             |
| KURZBESCHREIBUNG | britischer Philosoph und Mathematiker |
| GEBURTSDATUM     | 4. Mai 1845                           |
| GEBURTSORT       | Exeter, England                       |
| STERBEDATUM      | 3. März 1879                          |
| STERBEORT        | Madeira, Portugal                     |